# كاسي ديفيس
كاسي ديفيس (بالإنجليزية: Cassie Davis)‏ هي مغنية وكاتبة غنائية أسترالية، ولدت في 1985 في Gnangara, Western Australia ‏ في أستراليا.

## وصلات خارجية
- كاسي ديفيس على موقع ميوزك برينز (الإنجليزية)
- كاسي ديفيس على موقع أول ميوزيك (الإنجليزية)
- كاسي ديفيس على موقع ديسكوغز (الإنجليزية)